# Diaphnidia debilis
Diaphnidia debilis är en insektsart som beskrevs av Philip Reese Uhler 1895. Diaphnidia debilis ingår i släktet Diaphnidia och familjen ängsskinnbaggar. Inga underarter finns listade i Catalogue of Life.